# Zorocrates blas
Zorocrates blas is een spinnensoort uit de familie Zoropsidae. De soort komt voor in Mexico. 